# Qualificazioni alla Volleyball Challenger Cup maschile 2018 - Asia e Oceania
Le qualificazioni asiatiche e oceaniane alla Volleyball Challenger Cup di pallavolo maschile 2018 si sono svolte dal 18 al 20 maggio 2018: al torneo hanno partecipato tre squadre nazionali asiatiche e oceanine e una si è qualificata alla Volleyball Challenger Cup 2018.

## Impianti
|                                                                                 |  |  |
|                                                                                 |  |  |
| Baluan Sholak Sports Palace Città: Almaty Capienza: 5 000 Anno d'apertura: 1967 |  |  |

## Regolamento

### Formula
Le squadre hanno disputato un girone all'italiana.

### Criteri di classifica
Se il risultato finale è stato di 3-0 o 3-1 sono stati assegnati 3 punti alla squadra vincente e 0 a quella sconfitta, se il risultato finale è stato di 3-2 sono stati assegnati 2 punti alla squadra vincente e 1 a quella sconfitta.
L'ordine del posizionamento in classifica è stato definito in base a:
- Numero di partite vinte;
- Punti;
- Ratio dei set vinti/persi;
- Ratio dei punti realizzati/subiti;
- Risultati degli scontri diretti.

## Squadra partecipanti
- Kazakistan
- Pakistan
- Taipei cinese

## Torneo

### Risultati
| 18 maggio 2018 Baluan Sholak Sports Palace, Almaty Durata: 1h:22 - Spettatori: 890   | Taipei cinese | 0 - 3 | Pakistan   | 22-25, 24-26, 19-25        |
| 19 maggio 2018 Baluan Sholak Sports Palace, Almaty Durata: 1h:41 - Spettatori: 2 345 | Kazakistan    | 3 - 1 | Pakistan   | 18-25, 25-16, 25-17, 25-18 |
| 20 maggio 2018 Baluan Sholak Sports Palace, Almaty Durata: 1h:25 - Spettatori: 3 282 | Taipei cinese | 0 - 3 | Kazakistan | 19-25, 25-27, 20-25        |

#### Classifica
| Pos | Squadra       | Pt | G | V | P | SV | SP | Ratio | PF  | PS  | Ratio |
| --- | ------------- | -- | - | - | - | -- | -- | ----- | --- | --- | ----- |
| 1   | Kazakistan    | 6  | 2 | 2 | 0 | 6  | 1  | 6.000 | 170 | 140 | 1.214 |
| 2   | Pakistan      | 3  | 2 | 1 | 1 | 4  | 3  | 1.333 | 152 | 158 | 0.962 |
| 3   | Taipei cinese | 0  | 2 | 0 | 2 | 0  | 6  | 0.000 | 129 | 153 | 0.843 |

## Classifica finale
| Pos | Squadra       | Qualificazione                 |
| --- | ------------- | ------------------------------ |
|     | Kazakistan    | Volleyball Challenger Cup 2018 |
|     | Pakistan      |                                |
|     | Taipei cinese |                                |